# Норвежци в Република Южна Африка
Норвежците в Република Южна Африка (на африкаанс: Noorse Suid-Afrikaners; на норвежки: norske sørafrikanere) са етническа група в Република Южна Африка.

## Численост
В страната живеят общо 651 души от норвежки произход.